# Adena
Adena – wieś w USA, w stanie Ohio, w hrabstwie Harrison, na południowy zachód od miasta Steubenville.
Liczba mieszkańców w 2010 roku wynosiła 759.